# Display

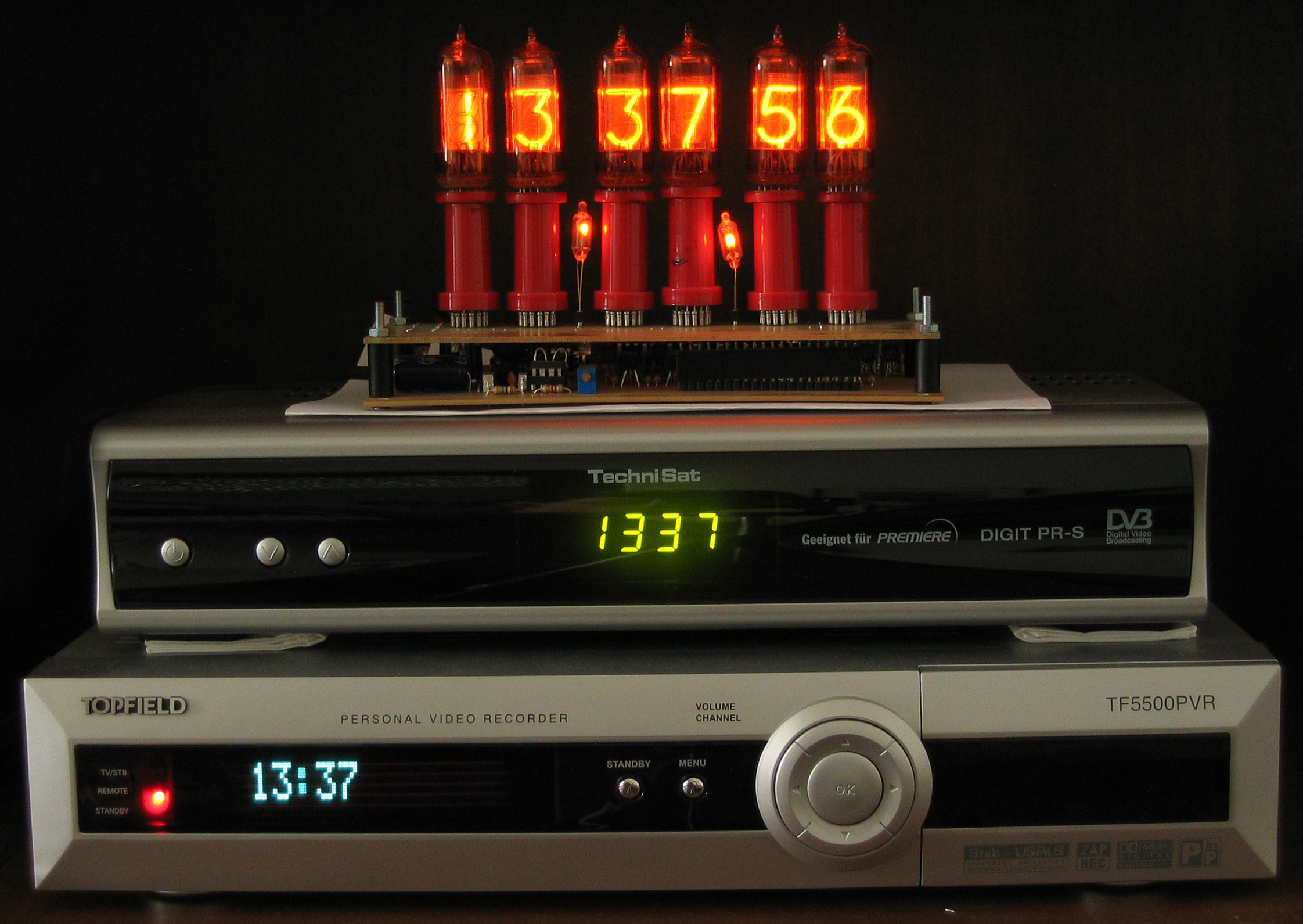
Válvulas Nixie, mostrador LED e display VFD.

Um display (ou mostrador, em português) é um dispositivo para a apresentação de informação, de modo visual e/ou táctil, adquirida, armazenada ou transmitida sob várias formas. Quando a informação de entrada é fornecida como um sinal elétrico, o display é chamado de "display (ou "painel") eletrônico". Displays eletrônicos estão disponíveis para apresentação de informação tanto sob forma visual quanto táctil.
Displays eletrônicos tácteis destinam-se geralmente a deficientes visuais e usam partes eletromecânicas para atualizar dinamicamente uma imagem táctil (geralmente, de texto), de forma que a imagem possa ser inferida através dos dedos.

## Tipos comuns de display

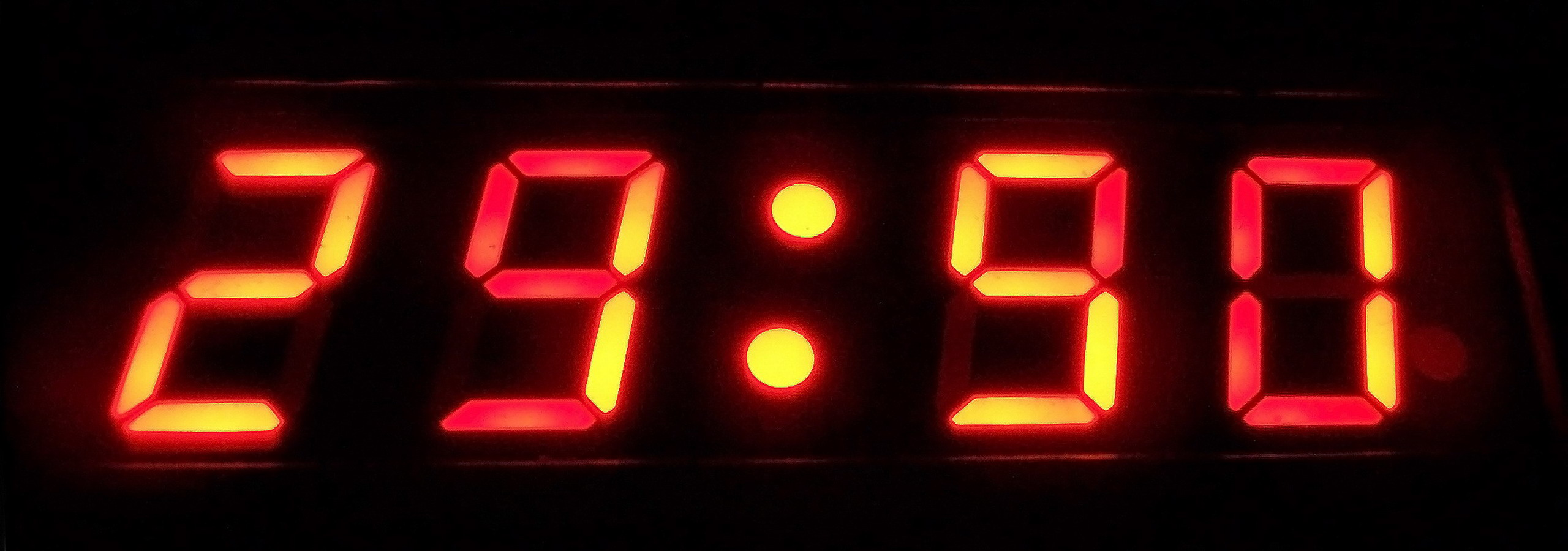
Display de relógio digital no instante da mudança dos números.

### Displays eletrônicos analógicos
- CRT (antigos)

### Displays eletrônicos digitais
- Display biestável
- Papel eletrônico
- Displays de válvulas Nixie
- Display VFD
- Displays de LEDs (posteriores)
- ELD
- Tela de plasma
- Displays de LCD (mais recentes)
  - Displays HPA
  - Displays TFT
- Displays OLED (a seguir)
- TV a laser (vindoura)
- Displays de nanotubo de carbono (experimental)
- Display de nanocristal (experimental) - usa pontos quânticos para criar telas flexíveis vibrantes.

### Projetores
- Projetores de filme
  - Projetor de cinema
  - Projetor de slides
- Projetores digitais
  - Projetor LCD
  - Projetor DLP

### Tipos mecânicos
- Perfurador de fita (histórico)
- Display split-flap (ou simplesmente display flap)
- Display flip-disc (ou display flip-dot)
- Vane display (semelhante ao display flip-disc)
- Painel rotativo

### Display braille atualizável
- Optacon

## Displays de segmentos
Alguns displays podem exibir somente dígitos numéricos ou caracteres alfanuméricos. São denominados displays de segmentos, porque geralmente são compostos de vários segmentos que podem ser ligados ou desligados para dar a aparência do glifo desejado. Os segmentos são geralmente LEDs únicos ou cristais líquidos. São usados principalmente em relógios digitais e calculadoras. Existem três tipos principais:
- Display de sete segmentos (mais comum, somente dígitos)
- Display de quatorze segmentos
- Display de dezesseis segmentos